# Warm Springs (Virginia)
Warm Springs település az Amerikai Egyesült Államok Virginia államában, Bath megyében, melynek megyeszékhelye is. Lakosainak száma 121 fő (2020. április 1.).

## Népesség
A település népességének változása:

| 2010 | 123 |
| 2020 | 121 |